# Biscayne Park
Biscayne Park – wieś w Stanach Zjednoczonych, w stanie Floryda, w hrabstwie Miami-Dade.